# Wilhelm Gutzeit
Friedrich Wilhelm Gutzeit, född 29 september 1802 i Königsberg i Preussen (nuvarande Kaliningrad i Ryssland), död 26 februari 1871 i Drammen i Norge, var en norsk-preussisk företagare.
Wilhelm Gutzeit var son till Benjamin och Regina Dorothea Gutzeit. Han utvandrade omkring 1825 från Ost-Preussen till Norge, möjligen sammanhängande med sitt släktskap med sin styvkusin Benjamin Wegner, som också kom från Königsberg och som bosatt sig i Norge 1822 efter att ha köpt Blaafarveværket. Wilhelm Gutzeit etablerade sig som sågverksägare och skeppsredare i Drammen. Han flyttade på 1850- talet sin verksamhet till Fredrikstad, där han tillsammans med sin son Hans Gutzeit 1858 bildade firman Wilhelm Gutzeit & Co. och byggde Norges första ångsågverk i Trosvik strax väster om Fredrikstad.
Han var gift med Dorothea Guringe Holst (född 1806) och var far till bland andra Hans Gutzeit.